# Lasse Virén
Lasse Artturi Virén (født 22. juli 1949 i Myrskylä) er en finsk tidligere politiker og atletikudøver (langdistanceløber), der vandt fire OL-guldmedaljer.

## Sportskarriere
Virén begyndte at løbe, da han gik på universitet i USA, hvor han primært løb terrænløb. Da han vendte hjem til Finland, begyndte han for alvor at løbe baneløb, og han deltog i EM 1971, dog uden større succes.
Efter gode resultater lige inden legene, deltog han i OL 1972 i München, hvor han stillede op som en af favoritterne i 10.000 meter løb. Han kvalificerede sig problemfrit til finalen, og her var det belgieren Miel Puttemans, der tog føringen i løbets første halvdel. Virén havde et sammenstød med en anden løber og styrtede på 12. omgang, men han kom hurtigt op igen og fik indhentet feltet. Efter omkring 6 km havde han indhentet de førende og lagde sig selv i spidsen. På næstsidste omgang satte han farten yderligere op, og alle konkurrenter, på nær Puttemans, kunne ikke følge med. Med en sidste omgang løbet på 56,4 sekunder krydsede Virén målstregen på 27:38,35 minutter med syv meter ned til belgieren, der blev nummer to, mens etiopieren Miruts Yifter blev nummer tre, yderligere et godt stykke bagude. Viréns tid var samtidig ny verdensrekord. Efter denne præstation var han også favorit i 5000 meter løbet, og han sikrede sig finalepladsen med sejr i sit indledende heat. Andre favoritter var amerikaneren Steve Prefontaine, der på forhånd var sejrssikker, og mesteren fra OL 1968, tuneseren Mohamad Gammoudi. Finalen blev indledt i et forholdsvis langsomt tempo, men med fire omgange tilbage lagde Prefontaine sig i spidsen og satte farten markant op. Dette betød, at konkurrenterne faldt fra, bortset fra Virén og Gammoudi, og ved indgangen til sidste omgang tog Virén over som førende og vandt ret sikkert med næsten et sekund foran Gammoudi, der fik sølv, mens Prefontaine mistede pusten til sidst og blev overhalet af briten Ian Stewart, der fik bronze.
Ved OL 1976 i Montreal, hvor han var Finlands flagbærer ved åbningsceremonien, var Virén favorit, især da flere afrikanske lande, herunder Kenya og Etiopien boykottede legene. Virén havde ikke fulgt op på successen i München, bortset fra en EM-bronzemedalje i 1974 på 5.000 m, men han havde dog vist god form op til OL. På 10.000 m kvalificerede han sig uden problemer til finalen, hvor portugiseren Carlos Lopes lagde sig i spidsen fra start, og kun Virén og briten Brendan Foster kunne følge med for alvor. Efter 8 km kunne Foster ikke længere følge med helt fremme, og ved indgangen til sidste omgang satte Virén spurten ind, og det kunne Lopes ikke hamle op med. Virén genvandt dermed sin guldmedalje, mens Lopes fik sølv, næsten fem sekunder efter, og Foster holdt akkurat hjem til en bronzemedalje. På 5.000 m-distancen klarede han sig også videre fra indledende heat, og i finalen var det Foster, der lagde sig i spidsen fra start. Efter 2000 m tog Virén over, men syv løbere var samlet ved indgangen til sidste runde. Det lykkedes Virén at holde konkurrenterne bag sig og sikre sig sin fjerde guldmedalje på fire år. Newzealænderen Dick Quax vandt sølv og vesttyskeren Klaus-Peter Hildenbrand bronze. Virén forsøgte derpå at gentage Emil Zátopeks bedrift fra OL 1952, hvor han vandt 5.000 m, 10.000 m og maratonløbet, og han blev tilmeldt maratonløbet, selv om han aldrig før havde løbet denne distance, og selv om det løb af stablen dagen efter 10.000 m-finalen. Men selvom han løb et fint løb, måtte han nøjes med en femteplads.
Han deltog også i OL 1980 i Moskva, men stillede her kun til start på 10.000 m, hvor han blev nummer fem.
Virén indstillede sin aktive karriere i 1981 efter at have leveret den imponerende bedrift med to dobbelte olympiske mesterskaber ved to på hinanden følgende lege. Dette sammenholdt med hans ret beskedne øvrige resultater førte til rygter om, at han havde anvendt bloddoping; disse blev dog aldrig bevist.
Han blev finsk nationalhelt med sine præstationer, og han blev kåret til årets finske sportsudøver i 1972 og 1976.

## Senere liv
Virén gik ind i politik og sad i den finske rigsdag i to perioder (1999-2007 og 2010-2011) valgt for Samlingspartiet.